# A Better Life
A Better Life („Ein besseres Leben“) ist ein Spielfilm des US-amerikanischen Regisseurs Chris Weitz aus dem Jahr 2011. Er erzählt die Geschichte eines mexikanischen Gärtners, der sich illegal in den USA aufhält und eine bessere Zukunft für sich und seinen Sohn anstrebt. Der Hauptdarsteller Demián Bichir wurde für seinen Auftritt für einen Oscar nominiert.

## Handlung
Carlos Galindo arbeitet als Gärtner in Los Angeles. Sein Sohn Luis geht auf die High School, und Carlos legt alles daran, ihn von dem Einfluss der ortsansässigen Straßengangs fernzuhalten. Dies gestaltet sich allerdings schwierig, da Luis Freundin Ruthie Valdez die Nichte eines stadtbekannten Gang-Anführers ist.
Carlos arbeitet hart, um für sich und seine Familie den eigenen Amerikanischen Traum zu verwirklichen. Als er sich eines Tages von seinem Geld einen gebrauchten Pick-Up leisten kann, scheint die Erfüllung dieses Traumes in absehbarer Nähe. Doch bald darauf wird der Pick-Up gestohlen, und Carlos muss sich entgegen seinem Willen in das Gang-Milieu wagen, um seine Verhältnisse zu ordnen.

## Hintergrund
Der Regisseur Chris Weitz, unter anderem bekannt für seine Filme About a Boy und Der goldene Kompass, nahm bei den Dreharbeiten die Hilfe des Jesuitenpfarrers Gregory Boyle in Anspruch, Gründer des bekannten Selbsthilfe-Projektes Homeboy Industries, das Ex-Kriminellen aus dem Gang-Milieu dabei hilft, sich zu resozialisieren. Boyle vermittelte unter anderem Drehorte und half Weitz dabei, die Geschehnisse so authentisch wie möglich darzustellen. Dabei konzentriert sich der Film explizit auf die Kultur und den lokalen Habitus von Los Angeles, was sich im englischen Original unter anderem im Slang der Straßengangs wiederfindet.
Der Film stellt in gewisser Weise ein Novum in der Filmbranche dar, als dass zum ersten Mal eine US-Produktion fast ausschließlich mit hispanischen Darstellern besetzt wurde und sich gänzlich im hispanischen Milieu bewegt.
Der Film erschien am 24. Juni 2011 in den USA.

## Rezeption
Der Film wurde von der Kritik größtenteils positiv aufgenommen. Der US-amerikanische Filmkritiker Rogert Ebert gab dem Film 3.5 von 4 möglichen Punkten und lobte insbesondere die Schauspielerleistungen als „vollkommen perfekt“.
Auf der Internetseite Rotten Tomatoes erhielt A Better Life eine Zustimmung von 85 % bei einer durchschnittlichen Bewertung von 6,7/10. Auch auf Metacritic.com erzielte der Film durchschnittlich 64 von 100 Punkten.
Demián Bichir wurde für seine Darstellung des Carlos Galindo für einen Oscar nominiert. Darüber hinaus gab es Nominierungen für den Independent Spirit Award und den Screen Actors Guild Award. Auch Komponist Alexandre Desplat wurde für seine Arbeit an dem Projekt ausgezeichnet.